# 波士顿茶党 (政党)
波士顿茶党（英語：Boston Tea Party，BTP）是一个以1773年波士顿倾茶事件命名的美国政党。
该政党的意识形态是自由意志主义。一群前自由意志黨成员于2006年成立了该党。他们批评自由意志党“放弃了政治责任”，称“美国人民理应并迫切需要一个支持自由的政党，而我们强烈主张以自由意志主义解决当今问题”。
该党于2012年7月实际解散。

## 纲领
波士顿茶党支持在所有问题上缩小各级政府的规模、范围和权力，反对为任何目的增加各级政府的规模、范围和权力。